# Benjamin Wildman-Tobriner
Benjamin Marshall Wildman-Tobriner (ur. 21 września 1984 roku w San Francisco), amerykański pływak specjalizujący się w sprintach w stylu dowolnym, mistrz olimpijski i trzykrotny mistrz świata. Od 2018 roku, profesor radiologii na Duke University School of Medicine.